# Serbannes
 Serbannes  là một xã ở tỉnh Allier thuộc miền trung nước Pháp.